# Motovun
Motovun, popis 1991; skupaj: 590
Motovun [motovún] (italijansko Montona ali Montona d'Istria) je naselje z okoli 500 prebivalci na Hrvaškem, sedež istoimenske občine v Istrski županiji. Naselje ima 531 prebivalcev, v občini pa jih živi 983 (2001); 192 prebivalca govorita Italijanščino kot materni jezik. Porečanka je bila ozkotirna železniška proga, ki je v letih 1902-35 potekala od Trsta do Poreča in je vodila tudi mimo Motovuna.
Motovun je na severozahodu Istre, 21 km jugovzhodno od Buj, občina ima okoli tisoč prebivalcev. Kraj stoji na vrhu 277 m visoke strme vzpetine, ki prevladuje nad dolino reke Mirne. V okolici so vinogradi in sadovnjaki, v dolini Mirne pa Motovunski gozd (Motovunska šuma), kjer pod hrasti uspevajo tartufi. Motovun je znana izletniška točka. V zadnjem času je poznan tudi po letnem filmskem festivalu, ki ga je leta 1999 postavil na noge hrvaški filmski režiser Rajko Grlić.

## Zgodovina
Motovun se je razvil na mestu nekdanje prazgodovinske keltske utrdbe. Po tem je tudi poimenovan, saj naj bi keltska beseda Monton pomenila »mesto na gori«.
V 10. in 11. stoletju so kraju gospodovali poreški škofje in oglejski patriarhi, od leta 1278 pa je bil kraj v posesti Beneške republike.
Motovun ni bil del cone B Svobodnega tržaškega ozemlja, katerega južna meja je potekala po reki Mirni.

## Arhitektura in urbana zasnova
Najstarejši del mestnega jedra je obzidan z dobro ohranjenim obzidjem iz 13. in 14. stoletja, ki danes služi kot sprehajališče, s katerega je lep razgled na okolico. Na južnem in vzhodnem pobočju hriba sta se razvili dve predmestji. Vsi trije deli so povezani v enotno mesto s sestavom utrdb in obzidij.
Na glavnem mestnem trgu stoji trdnjava – zvonik iz 13. stoletja. Ob trdnjavi je baročna cerkev sv. Stjepana, zgrajena leta 1614 na mestu starejše cerkve po načrtih beneškega arhitekta Palladia. Nekoč v pozni antiki je tu stala starokrščanska bazilika, ki je bila večja od današnje. Nasproti cerkve leži občinska palača, zgrajena v 12. stoletju ter razširjena in obnovljena v 16. in 17. stoletju. 
Njena renesančna loža je iz 17. toletja. Večina preostalih stavb je iz 16. in 17. stoletja.
Mesto leži ob nekdanji železniški progi Porečanka, s katero je bilo na zahodu dobro povezano s Porečem, na severu pa s Slovenijo in Italijo. Ohranila se je lokalna  železniška postaja, ki leži neposredno pred vhodom v motovunski predor, pod gričem, na katerem stoji stari del mesta.

## Znane osebnosti
- Mario Andretti, italijansko-ameriški avtomobilistični dirkač formule 1,
- Andrea Antico, skladatelj, izumitelj notnega zapisa,
- Josef Ressel, češko-avstrijski gozdar in izumitelj,
- Veli Jože, velikan Nazorjeve istoimenske pripovedi.

## Demografija
| Pregled števila prebivalcev po letih | Pregled števila prebivalcev po letih | Pregled števila prebivalcev po letih | Pregled števila prebivalcev po letih | Pregled števila prebivalcev po letih | Pregled števila prebivalcev po letih | Pregled števila prebivalcev po letih | Pregled števila prebivalcev po letih | Pregled števila prebivalcev po letih | Pregled števila prebivalcev po letih | Pregled števila prebivalcev po letih | Pregled števila prebivalcev po letih | Pregled števila prebivalcev po letih | Pregled števila prebivalcev po letih | Pregled števila prebivalcev po letih |
| ------------------------------------ | ------------------------------------ | ------------------------------------ | ------------------------------------ | ------------------------------------ | ------------------------------------ | ------------------------------------ | ------------------------------------ | ------------------------------------ | ------------------------------------ | ------------------------------------ | ------------------------------------ | ------------------------------------ | ------------------------------------ | ------------------------------------ |
| 1857                                 | 1869                                 | 1880                                 | 1890                                 | 1900                                 | 1910                                 | 1921                                 | 1931                                 | 1948                                 | 1953                                 | 1961                                 | 1971                                 | 1981                                 | 1991                                 | 2001                                 |
| 1225                                 | 1267                                 | 1419                                 | 1483                                 | 1452                                 | 1517                                 | 1253                                 | 1282                                 | 1032                                 | 693                                  | 738                                  | 621                                  | 610                                  | 590                                  | 531                                  |